# 上林久茂
上林 久茂（かんばやし ひさもち）は、安土桃山時代の武将、宇治茶師。

## 略歴
父とともに故地の丹波何鹿郡上林庄を出て浅井長政に仕える。天正元年（1573年）浅井氏滅亡後はかねてより縁のあった宇治に移って茶師となり織田信長、豊臣秀吉に仕えた。天正17年（1590年）宇治に茶園と390石を与えられて、長年宇治茶師を任じてきた森彦右衛門とともに御茶頭取に取り立てられた。茶道は千利休に学んだといい、利休と共に徳川家康の在京屋敷経営に尽力して100石を加増された。また利休の後援によって茶師としての優勢地位を確立し、古田重然・小堀政一・細川忠興らとも交流があった。慶長5年（1600年）関ヶ原の戦いでは東軍に属して石田三成の部将・田辺惣兵衛を討ち、また弟の政重が伏見城の戦いで討死したこともあって厚遇され、宇治領有を認められ、以後上林家は政重流とともに宇治代官・宇治茶師を世襲する家柄となった。